# 陳慧珊
陳慧珊（英語：Flora Chan Wai San，1970年5月30日—），美籍香港女演員、歌手、節目監製及新聞從業員。陳慧珊為1990年代末至2000年代中無綫電視（TVB）的首席當家花旦，被譽為「TVB一姐」。陳慧珊曾領銜主演多套電視劇如《鑑證實錄》、《妙手仁心》、《先生貴性》、《絕世好爸》、《衝上雲霄》等，擅長飾演專業人士。從1999年到2001年度，陳慧珊連續3年當選壹週刊舉辦全民投票《壹電視大獎》「十大電視藝人 - 第一位」，為眾男女藝人之冠。
音樂事業方面，陳慧珊在2000年度加入樂壇，憑主唱歌曲《就算我做錯 》成為唯一一位無綫電視經理人合約藝員（俗稱親生仔女）於樂壇新人時期奪得「三台冠軍歌」及《新城勁爆頒獎禮》「勁爆歌曲獎」。
演藝事業方面，陳慧珊憑領銜主演《絕世好爸》榮獲《萬千星輝賀台慶2002》的「本年度我最喜愛的女主角」及「本年度我最喜愛的電視角色」，成為出道年資最短的「香港雙料視后」（5年）。2003年度再憑領銜主演代表作《衝上雲霄》中Belle空姐一角，令她榮獲《Astro華麗台電視劇大獎2004》的「我的至愛女主角」及「我的至愛電視角色」，成為首屆「大馬雙料視后」，連同其主唱的《衝上雲霄》片尾曲《我不愛你 》，為陳慧珊的演藝事業推上最高峯。
2025年，陳慧珊入行三十年首次特別演出劇集《刑偵12》，與林保怡共同演出，

## 演藝經歷

### 入行經過
陳慧珊是歌手海俊傑的表姐，外公是英國人，所以她擁有四分之一的英國血統。
陳慧珊在5歲時，隨同家人移民美國波士頓；並於波士頓學院修讀新聞學。畢業後，在波士頓電視台工作，任職助理編導。

### 1994年至1995年
1994年，她和前夫鍾偉明一起返回香港後；經介紹，加入了香港無綫電視明珠台的新聞部，擔任新聞節目及天氣節目主持、記者及編導等。

### 1996年至2001年
1996年，因為無綫電視監製鄧特希的幫助，陳慧珊從明珠台新聞部轉往翡翠台藝員部工作，轉職成為藝人，也開始接拍電視劇。因為她的首部電視劇《壹號皇庭V》，而引起了觀眾的注意。1997年開始成為無綫主力力捧的當紅花旦，更憑領銜主演《鑑證實錄》僅以一年的年資首度提名「最佳女主角」（最後五強）。
她從1998年至2004年，一直獲選為《壹週刊》舉辦的全民投票《壹電視大獎》「十大電視藝人」；並且在1999年到2001年，連續3年當選「十大電視藝人 - 第一位」，為眾男女藝人之冠。她更是1990年代末至2000年代初，無綫電視公認的當家花旦。
1999年，陳慧珊與羅嘉良領銜主演的《先生貴性》獲得了《萬千星輝賀台慶1999》中的「最佳拍擋大獎」。而他們合唱的主題曲：對你 我永不放棄」（改編自Leo Slayer-When I Need You )，也大受歡迎。
2000年，陳慧珊亦開始進攻樂壇，推出其首張同名廣東專輯《陳慧珊》。歌曲就算我做錯令陳慧珊以樂壇新人及首位無綫藝員姿態奪得三台冠軍歌、年底榮獲《十大勁歌金曲頒獎典禮》「最受歡迎新人獎（金獎）」、《新城勁爆頒獎禮》的「勁爆新登場歌手」、「勁爆歌曲獎－《就算我做錯》」以及《十大中文金曲頒獎音樂會》「最有前途新人獎（銀獎）」。與此同時，她在《創世紀》中飾演的Helen，也有不俗表現；可惜在拍攝期間，陳慧珊因身體狀況欠佳，而減少了在《創世紀II天地有情》中的戲份。2001年，陳慧珊與鍾偉明離婚，但事件未有對她的事業做成影響。

### 2002年至2003年
2002年，陳慧珊憑領銜主演《絕世好爸》的高珮怡（Tracy）一角榮獲《萬千星輝賀台慶2002》的「本年度我最喜愛的女主角」及「本年度我最喜愛的電視角色」，成為出道年資最短的「香港雙料視后」（5年），紀錄至今仍未有人打破，陳慧珊也為首位TVB電視頒獎典禮成立後出道的視后。因此，她被捧為TVB的四大當家花旦之一，另外三位是蔡少芬、宣萱及郭可盈。同年播出由郭晉安領銜主演的《情牽百子櫃》，原本陳慧珊並無參演該劇，但因該劇頗有迴響，連帶該劇主題曲－由陳慧珊和許志安合唱的《苦口良藥 》大受歡迎，並成為卡拉OK流行熱點的男女合唱歌曲。
2003年，陳慧珊領銜主演《衝上雲霄》，當中Belle一角絕對是陳慧珊的代表角色，亦為她的事業推上了最高峯。她在劇中無論是空中小姐的制服造型，抑或與吳鎮宇、馬德鐘錯中複雜的三角關係都令觀眾津津樂道。她亦憑藉此劇獲得了《萬千星輝賀台慶2003》的「我最喜愛的電視角色」，以及《Astro華麗台電視劇大獎2004》的「我的至愛女主角」及「我的至愛電視角色」，成為首屆「大馬雙料視后」。此外由陳慧珊主唱的《衝上雲霄》片尾曲《我不愛你 》在坊間亦大受歡迎。

### 2004年至2005年
2004年，陳慧珊離開無綫電視外出發展。她曾表示為了突破從前的討好印象而選擇外闖，因而扮演了許多跟以往不一樣的角色；如：亞洲電視拍攝的《大冒險家》中的陶莉娟、中國大陸央視合作的《黃飛鴻與十三姨》中的十三姨、台灣劇《維納斯之戀》中的王小鷗，以及電影《死心‧不息》中的蔣南。此外，她仍經常出席香港地區活動。

### 2006年至2016年
2006年，陳慧珊重返無綫電視，為無綫主持節目《細說名城》，並與無綫簽署部頭合約。
2007年2月的一次報紙訪問中，陳慧珊本人親口證實，已於2006年在美國秘密結婚，丈夫是多年好友兼任經理人鍾家鴻（Mike）。同年，陳慧珊承認懷孕，並準備做最少一年的全職母親，因此將無綫電視的工作暫時延後。同年9月，在香港產下一女。
2009年7月，陳慧珊領銜主演劇集《搜下留情》，與馬德鐘共同演出，於2010年間播出。
2012年2月，丈夫鍾家鴻的公司經營不善破產，陳慧珊宣佈復出；下半年將返回無綫電視拍劇，曾落實參演《衝上雲霄II》，可惜最後亦無緣參與當中。其後宣佈，9月會在香港大學修讀完英文碩士學位，為將來可以在美國教書，並與丈夫、女兒返回美國生活。其後並前後花了8年時間在香港大學修讀教育博士學位。
2013年4月，陳慧珊演出曾志偉監製的重頭劇《女人俱樂部》。她為了重返無綫，而主動提出向香港大學申請將英文碩士課程延期。陳慧珊在《女人俱樂部》飾演的容丹丹，是自《隔世追兇》後再次飾演反派，也是自《美味情緣》後與吳啟華第四度飾演情侶，於2014年播出。
2013年12月，約十年未有公開獻唱的陳慧珊參與深圳衛視《年代秀》，現場演唱《衝上雲霄》片尾曲《我不愛你》。
2015年3月，陳慧珊與黃智賢領銜主演劇集《波士早晨》，並會與黃智賢有多場吵嘴戲份。同年5月陳慧珊拍畢此劇後，因合約約滿而離巢無綫，結束與無綫9年之賓主關係。《波士早晨》塵封近三年，最後安排於2018年2月中播出，惟此時陳慧珊已經轉到ViuTV擔任節目監製，有傳因此她的戲份被大量刪剪，導致劇集由原本20集刪減至15集，而在宣傳片中，陳慧珊的頭像亦被縮小並放在左下角。在2018年2月6日的中環街頭宣傳活動中，她在劇集宣傳海報及紀念品的頭像更被刪走，震怒網民。

### 2017年後
2018年1月14日，陳慧珊監製兼參與旅遊節目《婚姻五重奏》，於ViuTV播出，描述婚姻的五個階段，由相戀結婚、生兒育女、離婚再婚、白頭到老到生離死別，五對不同階段的夫婦，當中包括陳慧珊及其老公鍾嘉鴻這一對在內，於伊朗、南非、塞舌爾、尼泊爾、紐西蘭異國之旅的路途上，分享他們的愛情觀、相處之道以及對婚姻的理解與態度。
2019年9月1日，陳慧珊主持兼監製、以教育為主題的自資訪談節目《放學後》，於香港開電視播出，邀請了生於不同年代、接受不同教育的十五位名人好友參與其中，當中包括前財政司司長曾俊華、王敏德、吳鎮宇、宣萱和胡杏兒等，而陳慧珊的12歲的女兒鍾律然（Mira）也有亮相，節目分別於香港、英國和美國進行拍攝，分享各人的學習歷程，宣揚「終身自教」的理念，以個人用自教的心態，教自己做好本份，明天就會有一個更好的自己出現。
2021年5月11日，約十多年未有在香港公開獻唱的陳慧珊擔任馬天佑在旺角麥花臣場館舉行《Reinvention 馬天佑 衫•重奏》演唱會的嘉賓，現場演唱兩首自己作曲的歌曲《愛得起》、《相信直覺》，及演唱《抱緊眼前人》，並表示：「頭先首歌原本係叫《愛得起》，但係今時今日，錯得起更加重要，一定要嘗試先可以行近目標。錯有咩所謂，做任何事都一定要相信你嘅直覺。」。
2021年陳慧珊被爆在深圳一間英語培訓機構擔任特約講師，當時該機構亦作出回應指她曾在2012年至2017年期間任教，而2023年2月陳慧珊以教育顧問身份出席該培訓機構舉辦的發佈會。她在接受內地雜誌訪問時就否認離開演藝界的傳聞，並強調自己仍然是演員。
2023年3月25日，陳慧珊參與《無限超越群星演唱會》，現場演唱其視后代表作《絕世好爸》插曲《有緣人》及與林保怡首次合唱《妙手仁心II》插曲《愛不出口》，掀劇迷集體回憶

## 作品

### 電視劇集
| 首播   | 劇名                               | 角色                         |
| ------ | ---------------------------------- | ---------------------------- |
| 1997年 | 壹號皇庭V                          | 歐子強（Catherine）          |
| 1997年 | 鑑證實錄                           | 聶寶言（Pauline）            |
| 1998年 | 妙手仁心                           | 江新月（Annie）              |
| 1999年 | 鑑證實錄II                         | 聶寶言（Pauline）            |
| 1999年 | 先生貴性                           | 方思晴（Christine）          |
| 1999年 | 吾係差人                           | 江碧晴（Sunnie）             |
| 1999年 | 創世紀                             | 霍希賢（Helen）              |
| 2000年 | 創世紀II天地有情                   | 霍希賢（Helen）              |
| 2000年 | 妙手仁心II                         | 江新月（Annie）              |
| 2001年 | 美味情緣                           | 喬花枝（Joyce）              |
| 2002年 | 騎呢大狀                           | 戴歡（Joey）                 |
| 2002年 | 烈火雄心II                         | 何寶琳（Michelle）           |
| 2002年 | 絕世好爸                           | 高珮怡（Tracy）              |
| 2003年 | 衝上雲霄                           | 樂以珊（Isabelle）           |
| 2004年 | 翡翠戀曲                           | 莫希兒（Tiffany）            |
| 2004年 | 隔世追兇                           | 高珊／雷嬅（Nicole）／丁芷韻 |
| 2010年 | 搜下留情                           | 鄭笑欣                       |
| 2014年 | 女人俱樂部                         | 容丹丹（Diana）              |
| 2018年 | 波士早晨                           | 路在林（Hazel）              |
| 1998年 | 香港電台《非常平等任務：危險遊戲》 | 馬小姐                       |
| 2004年 | 《Like My Own》                    | Mabel Lim                    |
| 2005年 | 亞洲電視《大冒險家》               | 陶莉娟                       |
| 2005年 | 《黃飛鴻與十三姨》                 | 十三姨                       |
| 2005年 | 《維納斯之戀》                     | 王小鷗                       |
| 2007年 | 《狼烟》                           | 韓葉                         |
| 2010年 | 《杜拉拉升職記》                   | 陳玫瑰（Rose）               |
| 2011年 | 《丈母娘来了》                     | 翁經理（Wendy）              |
| 2015年 | 《港媳嫁到》                       | Fiona                        |
| 2024年 | 《Expats》                         | Olivia Chu                   |
| 2025年 | 《刑偵12》                         | 守護者 (特別演出）           |

### 電視電影
| 首播   | 片名         | 角色 |
| ------ | ------------ | ---- |
| 2004年 | 《伴我驕陽》 | 劉愷 |

### 電影
| 首播   | 片名           | 角色                |
| ------ | -------------- | ------------------- |
| 1994年 | 《瘋劫孽》     | Ellen               |
| 2001年 | 《愛情觀自在》 | 小靜                |
| 2002年 | 《乾柴烈火》   | Michelle            |
| 2006年 | 《死心‧不息》  | 蔣南                |
| 2007年 | 《神探》       | 陳桂彬妻子          |
| 2008年 | 《保持通話》   | Jeanie （阿邦之姊） |

### 電視節目主持/司儀
- 《Eye on Hong Kong》
- 《City Focus》
- 《Pearl Watch》
- 《City Life》
- 《星光閃耀新里程 新機場竣工慶典》
- 《IFPI 97/98年金唱片頒獎典禮》
- 《細說名城》

### 電視節目製作人
- 2019年：《放學後》（香港開電視）

### 音樂
| 專輯 # | 專輯名稱         | 專輯類型 | 發行商     | 發行日期       | 曲目 |
| ------ | ---------------- | -------- | ---------- | -------------- | --- |
| 1st    | 陳慧珊           | 大碟     | 新藝寶唱片 | 2000年6月      | 曲目 1. 就算我做錯 2. 乾脆 3. 固定伴侶（陳慧珊/蘇永康） 4. 你是誰 5. 壞男人 6. 紅綠燈 7. 就係她（他） 8. 對你太在乎（Live Version）（陳慧珊/吳國敬） 9. 就算我做錯（Remix） |
| 2nd    | 自在             | 大碟     | 新藝寶唱片 | 2001年6月7日   | 曲目 1. 我還記得我是誰 2. 迷信 3. 撒旦與天使 4. 相信直覺 5. 模範生 6. 悲哀不悲哀 7. 水造了我 8. 望住我 9. 不是我的 10. 自在 11. 只知我難避開 |
| 3rd    | 愛得起           | 大碟     | 新藝寶唱片 | 2002年10月21日 | 曲目 1. 怕你怕我怕（The Love We Make） 2. 愛得起 3. 蜘蛛俠 4. 別人 5. 自作自受 6. 嫌你太好 7. 無痛分手 8. 暖流（陳慧珊/蘇永康） 9. 有緣人 10. 泥公仔 11. 苦口良藥（陳慧珊/許志安） 12. 抱緊眼前人                                                                                           |
| 4th    | 失而復得: 陳慧珊 | 精選     | 新藝寶唱片 | 2006年8月24日  | 曲目 1. 抱緊眼前人 2. 暖流（陳慧珊/蘇永康） 3. 固定伴侶（陳慧珊/蘇永康） 4. 我不愛你 5. 苦口良藥（陳慧珊/許志安） 6. 有緣人 7. 我還記得我是誰 8. 自在 9. 模範生 10. 迷信 11. 撒旦與天使 12. 愛得起 13. 只知我難避開 14. 就算我做錯 15. 乾脆 16. 對你太在乎（Live Version）（陳慧珊/吳國敬） |

#### 其他電視劇歌曲
| 年份       | 歌曲             | 劇名               | 性質   | 備註         |
| ---------- | ---------------- | ------------------ | ------ | ------------ |
| 1998年12月 | 對你，我永不放棄 | 電視劇《先生貴性》 | 主題曲 | 與羅嘉良合唱 |
| 2000年     | 固定伴侶         | 電視劇《大囍之家》 | 主題曲 | 與蘇永康合唱 |
| 2002年10月 | 有緣人           | 電視劇《絕世好爸》 | 插曲   |              |
| 2003年10月 | 我不愛你         | 電視劇《衝上雲霄》 | 插曲   |              |
| 2004年6月  | 無用的我         | 電視劇《隔世追兇》 | 插曲   |              |

## 派台歌曲成績
| 派台歌曲上榜最高位置             | 派台歌曲上榜最高位置 | 派台歌曲上榜最高位置 | 派台歌曲上榜最高位置 | 派台歌曲上榜最高位置 | 派台歌曲上榜最高位置 | 派台歌曲上榜最高位置                                                             |
| -------------------------------- | -------------------- | -------------------- | -------------------- | -------------------- | -------------------- | -------------------------------------------------------------------------------- |
| 唱片                             | 歌曲                 | 903                  | RTHK                 | 997                  | TVB                  | 備註                                                                             |
| 1998年                           |                      |                      |                      |                      |                      |                                                                                  |
| 對你，我永不放棄                 | 對你 我永不放棄      | -                    | 2                    | 13                   | 2                    | 與羅嘉良合唱 TVB劇集《先生貴性》主題曲 OT：Leo_Sayer Leo Sayer ~ When I Need You |
| 1999年                           |                      |                      |                      |                      |                      |                                                                                  |
|                                  | 給爸媽的話           | -                    | -                    | 5                    | -                    | 與蘇永康合唱                                                                     |
| 陳慧珊                           | 就係她(他)           | -                    | 14                   | 14                   | 10                   |                                                                                  |
| 陳慧珊                           | 你是誰               | -                    | -                    | -                    | -                    |                                                                                  |
| 2000年                           |                      |                      |                      |                      |                      |                                                                                  |
| 陳慧珊                           | 就算我做錯           | 13                   | 1                    | 1                    | 1                    | 三台冠軍歌                                                                       |
| 陳慧珊                           | 乾脆                 | 16                   | 4                    | 8                    | 5                    |                                                                                  |
| Rain 85013620（Bonus CD 特別版） | 將生活留給自己       | -                    | -                    | 14                   | -                    | 與蘇永康、許志安、李彩樺、雷頌德合唱 Esd Life生活易主題曲                        |
| 2001年                           |                      |                      |                      |                      |                      |                                                                                  |
| 自在                             | 撒旦與天使           | 15                   | 3                    | 9                    | 5                    |                                                                                  |
| 自在                             | 迷信                 | 19                   | 14                   | 1                    | 6                    |                                                                                  |
| 2002年                           |                      |                      |                      |                      |                      |                                                                                  |
| 愛得起                           | 愛得起               | -                    | 17                   | 8                    | 9                    |                                                                                  |
| 愛得起                           | 苦口良藥             | -                    | -                    | -                    | -                    | 與許志安合唱 無視電視劇《情牽百子櫃》主題曲                                      |
| 2003年                           |                      |                      |                      |                      |                      |                                                                                  |
| 失而復得: 陳慧珊                 | 我不愛你             | -                    | -                    | -                    | -                    | 無視電視劇《衝上雲霄》片尾曲                                                     |

| 各台冠軍歌總數 | 各台冠軍歌總數 | 各台冠軍歌總數 | 各台冠軍歌總數 | 各台冠軍歌總數    |
| -------------- | -------------- | -------------- | -------------- | ----------------- |
| 903            | RTHK           | 997            | TVB            | 備註              |
| 0              | 1              | 2              | 1              | 四台冠軍歌總數：0 |

## 獎項
| 年份   | 頒獎典禮                  | 獎項                                                     | 劇集（角色）                                             | 歌名                                                     | 結果           |
| 1998年 | 1998年度壹電視大獎        | 十大電視藝人（第7位）                                    |                                                          |                                                          | 獲獎           |
| 1998年 | 萬千星輝賀台慶1998        | 最佳拍擋大獎（林保怡）                                   | 《妙手仁心》江新月                                       |                                                          | 提名(最後五強) |
| 1998年 | 萬千星輝賀台慶1998        | 最佳女主角                                               | 《鑑證實錄》聶寶言                                       |                                                          | 提名(最後五強) |
| 1999年 | 萬千星輝賀台慶1999        | 最佳女主角                                               | 《鑑證實錄II》聶寶言                                     |                                                          | 提名(最後五強) |
| 1999年 | 萬千星輝賀台慶1999        | 本年度我最喜愛的拍擋（戲劇組）                           | 《鑑證實錄II》聶寶言                                     |                                                          | 提名(最後五強) |
| 1999年 | 萬千星輝賀台慶1999        | 本年度我最喜愛的拍擋（戲劇組）                           | 《先生貴性》方思晴                                       |                                                          | 獲獎           |
| 1999年 | 1999年度壹電視大獎        | 最上鏡藝人                                               |                                                          |                                                          | 獲獎           |
| 1999年 | 1999年度壹電視大獎        | 十大電視藝人（第1位）                                    |                                                          |                                                          | 獲獎           |
| 2000年 | 2000年度壹電視大獎        | 十大電視藝人（第1位）                                    |                                                          |                                                          | 獲獎           |
| 2000年 | 2000年度新城勁爆頒獎禮    | 勁爆新登場歌手                                           |                                                          |                                                          | 獲獎           |
| 2000年 | 2000年度新城勁爆頒獎禮    | 勁爆歌曲獎                                               |                                                          | 《就算我做錯》                                           | 獲獎           |
| 2000年 | 2000年勁歌金曲第二季季選  | 新星試打三屆台主                                         |                                                          | 《就算我做錯》                                           | 獲獎           |
| 2000年 | 2000年勁歌金曲第二季季選  | 最具潛質新人獎                                           |                                                          |                                                          | 獲獎           |
| 2000年 | 2000年度十大勁歌金曲      | 最受歡迎女新人獎                                         |                                                          |                                                          | 金             |
| 2000年 | 2000年度十大勁歌金曲      | 最受歡迎合唱歌曲獎                                       |                                                          | 《將生活留給自己》                                       | 銅             |
| 2000年 | 第二十三屆十大中文金曲    | 最有前途女新人獎                                         |                                                          |                                                          | 銀             |
| 2001年 | 2001年度壹電視大獎        | 十大電視藝人（第1位）                                    |                                                          |                                                          | 獲獎           |
| 2001年 | 2001年度壹電視大獎        | Onkyo 聲色藝俱全藝人大獎                                 |                                                          |                                                          | 獲獎           |
| 2001年 | 2001年勁歌金曲第二季季選  | 網上最喜愛女歌手                                         |                                                          | 《撒旦與天使》                                           | 獲獎           |
| 2001年 | 萬千星輝賀台慶2001        | 本年度我最喜愛的拍檔（戲劇組）/ 吳啟華《美味情緣》喬花枝 | 本年度我最喜愛的拍檔（戲劇組）/ 吳啟華《美味情緣》喬花枝 | 本年度我最喜愛的拍檔（戲劇組）/ 吳啟華《美味情緣》喬花枝 | 提名(最後五強) |
| 2002年 | 萬千星輝賀台慶2002        | 本年度我最喜愛的女主角                                   | 《絕世好爸》高珮怡                                       |                                                          | 獲獎           |
| 2002年 | 萬千星輝賀台慶2002        | 我最喜愛的電視角色                                       | 《絕世好爸》高珮怡                                       |                                                          | 獲獎           |
| 2002年 | 2002年演藝動力大獎        | 最突出電視女藝員                                         | 《騎呢大狀》戴歡                                         |                                                          | 獲獎           |
| 2002年 | 2002年度壹電視大獎        | 珍寶General 至Cool至In大獎                               |                                                          |                                                          | 獲獎           |
| 2002年 | 2002年度壹電視大獎        | 十大電視藝人（第6位）                                    |                                                          |                                                          | 獲獎           |
| 2003年 | 2003年度壹電視大獎        | 十大電視藝人（第6位）                                    |                                                          |                                                          | 獲獎           |
| 2003年 | 2003年度壹電視大獎        | Alcon 最精靈眼神大獎                                     |                                                          |                                                          | 獲獎           |
| 2003年 | 萬千星輝賀台慶2003        | 本年度我最喜愛的女主角                                   | 《衝上雲霄》樂以珊                                       |                                                          | 提名(最後五強) |
| 2003年 | 萬千星輝賀台慶2003        | 我最喜愛的電視角色                                       | 《衝上雲霄》樂以珊                                       |                                                          | 獲獎           |
| 2004年 | Astro華麗台電視劇大獎2004 | 我的至愛女主角                                           | 《衝上雲霄》樂以珊                                       |                                                          | 獲獎           |
| 2004年 | Astro華麗台電視劇大獎2004 | 我的至愛角色                                             | 《衝上雲霄》樂以珊                                       |                                                          | 獲獎           |
| 2004年 | Astro華麗台電視劇大獎2004 | 我最難忘的一吻（吳鎮宇）                                 | 《衝上雲霄》樂以珊                                       |                                                          | 獲獎           |
| 2004年 | 2004年度壹電視大獎        | 十大電視藝人（第7位）                                    |                                                          |                                                          | 獲獎           |
| 2006年 | Astro華麗台電視劇大獎2005 | 我的至愛女主角                                           | 《隔世追兇》高珊／丁芷韻                                 |                                                          | 提名(最後十強) |
| 2006年 | Astro華麗台電視劇大獎2005 | 我的至愛狠美人                                           | 《隔世追兇》高珊／丁芷韻                                 |                                                          | 提名(最後五強) |
| 2006年 | Astro華麗台電視劇大獎2005 | 我的至愛型一槍                                           | 《隔世追兇》高珊／丁芷韻                                 |                                                          | 提名(最後五強) |

## 外部連結
- 陳慧珊在互联网电影资料库（IMDb）上的資料（英文）